# Pingu
Pingu is een van oorsprong Zwitsers-Britse klei-animatieserie voor peuters. De originele serie liep van 1990 tot 2000, gevolgd door een vernieuwde serie die liep van 2003 tot 2006. De serie gaat over de jonge pinguïn Pingu die met zijn familie in een iglo op Antarctica woont.
De serie werd een internationaal succes, mede doordat de personages in een geïmproviseerde pinguïntaal converseerden die de serie wereldwijd toegankelijk maakte voor kinderen. Pingu werd in Nederland van 1990 tot 1999 door Villa Achterwerk uitgezonden en van 2000 tot 2006 door Zappelin. In België werd het door Ketnet uitgezonden.

## Productie
Van 1990 tot 2000 werden in totaal 105 afleveringen over vier seizoenen geproduceerd door de Zwitserse animatiestudio Trickfilmstudio. Al deze afleveringen duren bij benadering vijf minuten en zijn geregisseerd en geanimeerd door Otmar Gutmann. Alle stemmen zijn ingesproken door de Italiaanse stemacteur Carlo Bonomi, ook bekend als de stem van La Linea.
In 1997 werd een korte film genaamd Pingu - Een hele speciale bruiloft uitgebracht, waarin een familie groene pinguïns wordt geïntroduceerd.
In 2001 werden de rechten voor de serie opgekocht door de Britse productiefirma HiT Entertainment, die daarna 52 nieuwe afleveringen over twee seizoenen produceerde. Deze vervolgserie werd ingesproken door Marcello Magni en David Sant in plaats van Bonomi.
In 2017 verscheen een Japanse reboot van de animatieserie onder de naam Pingu in the City.

## Dvd's
Een selectie van afleveringen is in Nederland en België op dvd uitgebracht. In Duitsland zijn alle afleveringen op dvd verschenen.